# Ричард Ф. Гордон
Ричард Френсис „Дик” Гордон млађи (енгл. Richard Francis "Dick" Gordon Jr.; Сијетл, 5. октобар 1929 — Сан Маркос, 6. новембар 2017) био је амерички пилот, хемичар и астронаут. Изабран је за астронаута 1963. године.

## Биографија
Пре него што је изабран за астронаута, летео је као борбени пилот у Америчкој ратној морнарици, којој се придружио по завршетку факултета 1951. Након завршене летачке обуке, летео је у свим условима на различитим задацима. Пошто је успешно окончао обуку у елитној морнаричкој школи за пробне пилоте у Пакс Риверу, Мериленд, 1957, летео је у том својству на разним типовима авиона, укључујући F-8U Крусејдер, F-11F Тајгер, FJ Фјури и А-4D Скајхок. Током морнаричке службе упознао је свог будућег Аполо колегу, Пита Конрада, који му је био цимер на једном носачу авиона, а касније у времену астронаутских каријера колега на оба Гордонова космичка лета. Као пробни пилот, Гордон је освојио престижни Бендикс трофеј маја 1961. године, када је за 2 сата и 47 минута обавио лет од Лос Анђелеса до Њујорка и оборио дотадашњи рекорд. Две и по године касније ступио је у НАСА, годину дана након што је био финалиста за другу групу астронаута. Најстарији је астронаут у својој селекцији.
У свемир је летео два пута, први пут као пилот Џеминија 11. Ова мисија је ушла у историју, јер је, од свих досадашњих обављених у ниској Земљиној орбити, имала навећи апогеј, тј. обављена на највећој надморској висини — 1,369 km изнад нивоа мора. Свемирска шетња коју је Гордон извео умало није била кобна, будући да му је срце достигло 180 откуцаја у минути, систем за хлађење одела се прегрејао, и скафандер који је носио се толико надуо да га је командант на лету, Конрад, једва убацио у Џемини летелицу. Други пут је Гордон летео као пилот командног модула Апола 12, поставши један од 24 човека који су путовали на Месец. Посада Апола 12 остала је упамћена као тзв. All-Navy crew, јер су сва три астронаута били официри Морнарице. Такође, Гордон је требало да командује мисијом Аполо 18, али је она отказана. Био је командант резервне посаде мисије Аполо 15, а такође је био у резервним посадама за Џемини 8 и Аполо 9.
Током каријере је забележио 4.500 часова лета, од чега 3.500 на млазњацима. Провео је 13 дана у свемиру.
По завршетку средње школе 1947. године, уписао је студије хемије на Универзитету Вашингтон. Дипломирао је 1951. године. Похађао је и студије на Морнаричкој постдипломској школи, али их није завршио.
Из Морнарице се пензионисао у чину капетана 1972. Исте године је напустио и НАСА-у и ушао у свет привреде и бизниса.
Гордон је преминуо 6. новембра 2017. године, месец дана након 88. рођендана и два месеца након смрти своје друге супруге. Сахрањен је на Националном гробљу Арлингтон. У младости је био члан Младих извиђача САД и имао је чин Star Scout. Члан је неколико кућа славних и носилац бројних друштвених признања, цивилних и војних одликовања. Женио се два пута и имао је шесторо деце из првог брака и двоје пасторчади из другог.

## Галерија
- Гордон пред лет Џеминија 11, 1966. године
- Гордон се спрема да напусти летелицу пред почетак свемирске шетње, 1966. године
- Гордон током свемирске шетње, 1966. године
- Гордон као пилот командног модула Апола 12, 1969. године
- Пит Конрад (лево), Гордон у средини и Алан Бин (здесна), у карантину након лета Апола 12, 1969. године
- Ричард Гордон, 1969. године
- Гроб Ричарда Гордона на Националном гробљу Арлингтон, 2019. година